# HD161733
HD161733 — подвійна зоря. 
Дана подвійна система має видиму зоряну величину в смузі V приблизно 8,0.

## Подвійна зоря
Головна зоря цієї системи належить до хімічно пекулярних зір й має спектральний клас B7.
В той же час спектральний клас іншої компоненти залишається  ще не визначеним.

HD161733 належить до Хімічно пекулярних зір з пониженим вмістом гелію 
й в її  зоряній атмосфері спостерігається нестача He у порівнянні з його вмістом в атмосфері Сонця.